# Třeboradice (tvrz)
Tvrz v Třeboradicích (Slaviborův dvůr) je zaniklé panské sídlo v Praze 9, které se nacházelo na západní straně Slaviborského náměstí.

## Historie
První zmínka o Třeboradicích (Třeboraticích) pochází z roku 1167. Mezi 13. a 15. stoletím ves vlastnilo několik majitelů. Jedna část vsi patřila kapitule Pražského hradu, další pak k roku 1266 Vitmarovi a ve 14. století členům rytířského rodu s přídomkem „z Veleně“. V polovině 15. století držel ves rod Kostků z Postupic, od 80. let 15. století rod z Ústí a počátkem 16. století rod Čachovských z Jinočan. Později získal část Třeboratic vlastník brandýského panství a připojil ji k němu, část vsi připadla před polovinou 17. století k čakovickému zboží.

### Popis
Tvrz stála v poplužním dvoře na západní straně návsi. Na jejím místě bylo později postaveno panské sídlo - zámek zvaný Slaviborův dvůr. Vznikl pravděpodobně v době, kdy dvůr vlastnila hraběnka O´Kelleyová, rozená z Klenova. Ta u něj také založila okrasný park.
Obdélné patrové stavení mělo venkovní průčelí zdobené plochým rizalitem umístěným mimo jeho osu. Dvorní průčelí bylo zpevněno čtyřmi rozměrnými opěrnými pilíři. Některé přízemní prostory byly zaklenuty valenými a křížovými klenbami, část přízemí zůstala plochostropá. Zdi byly zdobeny pozdně rokokovými malbami z druhé poloviny 18. století.
Roku 1788 hraběnka dvůr se zámkem prodala a tyto stavby pak sloužily obytným a hospodářským účelům.

### Po roce 1945
Po roce 1945 využíval dvůr se zámkem státní statek. Budovy chátraly a počátkem 70. let 20. století se dostaly do velmi špatného stavebního stavu. Roku 1979 byly zbořeny.